# Марія Баденська (1834–1899)
Марі́я Ама́лія Ба́денська (нім. Marie Amalie von Baden, 20 листопада 1834 — 21 листопада 1899) — баденська принцеса з династії Церінгенів, донька великого герцога Баденського Леопольда та шведської принцеси Софії, дружина 4-го князя Лейнінгенського Ернста Леопольда, матір 5-го князя Лейнінгенського Еміха.

## Біографія
Марія народилась 20 листопада 1834 року в Карлсруе. Вона була сьомою дитиною та другою донькою правлячого великого герцога Баденського Леопольда та його дружини Софії Шведської. Мала старшу сестру Александріну та братів Людвіга, Фрідріха, Вільгельма та Карла. Ще один брат помер немовлям до її народження
Ходили чутки, що матір була замовницею вбивства Каспара Гаузера, через що відносини між батьками стали прохолодними. Втім, за п'ять років у Марії з'явилася молодша сестра Цецилія, хоча в її батьківстві існували первні сумніви, не підтверджені офіційно.
Мешкало сімейство в палаці Карлсруе, літо проводили у Новому замку в Баден-Бадені. Під час революції 1848–49 років родина у травні 1849 року виїхала до Гермерсгайму, а звідти до Майнца та Франкфурта. Назад повернулися у серпні.
У квітні 1852 року помер батько. Матір більше не одружувалася. Офіційним правителем герцогства став старший брат Марії, Людвіг, який вважався душевнохворим, тож державними справами займався Фрідріх. У 1856 році він також перебрав на себе й титул. Людвіг пішов з життя у січні 1858 року.
У 23 років Марія взяла шлюб з 27-річним князем Ернстом Леопольдом Лейнінгенським. Весілля відбулося 11 вересня 1858 року в Карлсруе. Наречений був небожем королеви Вікторії та виріс при англійському дворі, освіту здобув у Женеві. Як представник медіатизованого роду входив до вищої палати рейхсрату Баварського королівства, куди частково відійшли його землі. Офіційною резиденцією подружжя був замок в Аморбаху. Також їм належав мисливський замок Вальдляйнінген.
На початку 1863 року Ернст Леопольд відмовився від пропонованої йому корони Грецького королівства. Зрештою, цей трон посів данський принц Георг. У тому ж році Марія завагітніла та народила доньку. Всього у подружжя було двоє дітей.
Померла Марія наступного дня після свого 65-го дня народження у Вальдляйнінгені. Чоловік пережив її на чотири роки.

## Родина

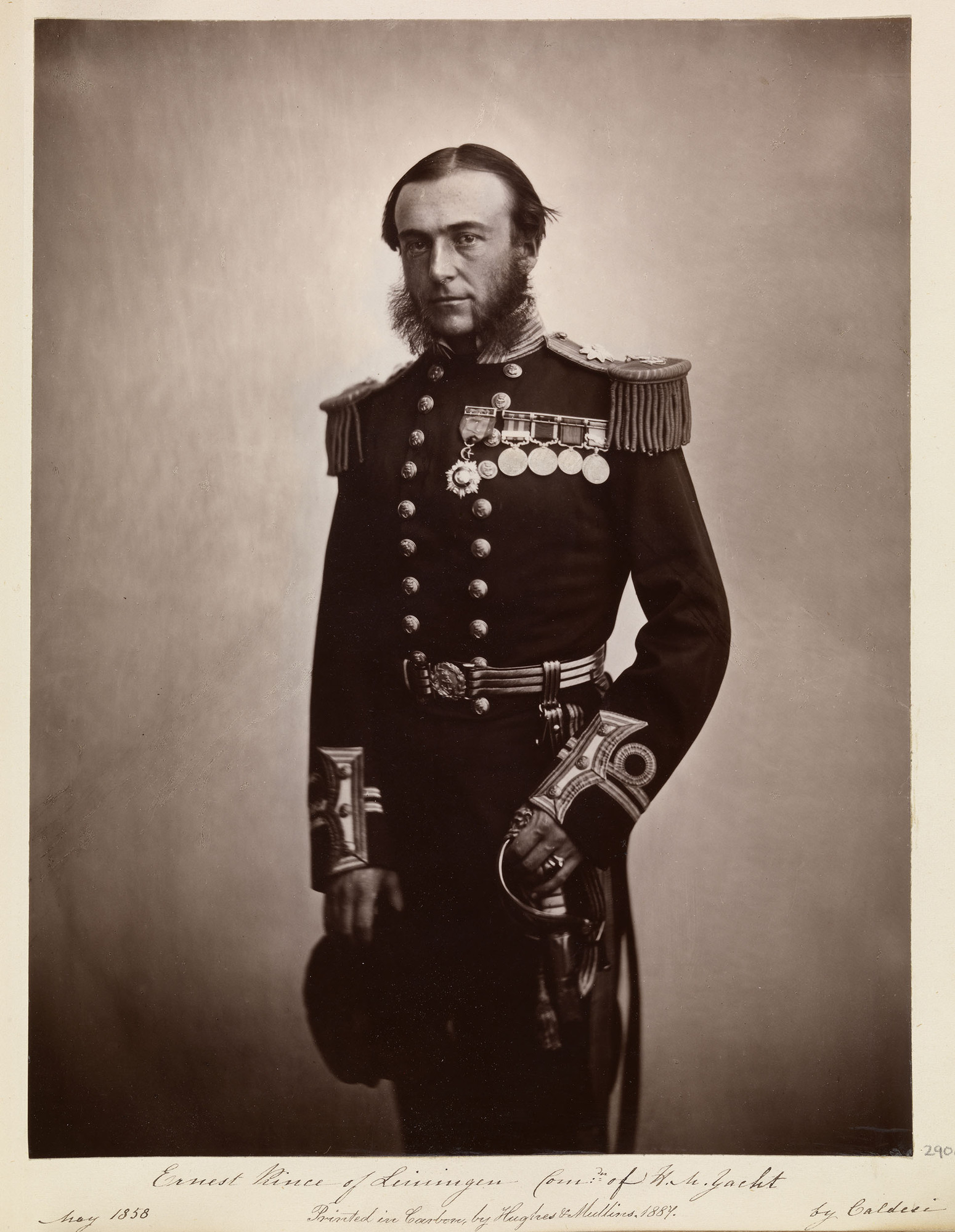
Ернст Леопольд Лейнінгенський, 1858

Чоловік — Ернст Леопольд Лейнінгенський
Діти:
- Альберта (1863—1901) — одружена не була, дітей не мала;
- Еміх (1866—1939) — 5-й князь Лейнінгенський, був одружений з принцесою Феодорою Гогенлое-Лангенбурзькою, мав п'ятеро дітей.